# Cyrtandra longifolia
Cyrtandra longifolia là một loài thực vật có hoa trong họ Tai voi. Loài này được (Wawra) Hillebr. ex C.B.Clarke mô tả khoa học đầu tiên năm 1883.